# Клеричи, Джанфранко
Джанфра́нко Кле́ричи (итал. Gianfranco Clerici; род. 29 июля 1941, Бергамо, Ломбардия) — итальянский актёр, сценарист и кинопродюсер.

## Карьера

### Сценарист
С конца 1960-х годов Джанфранко Клеричи начал писать сценарии для жанрового кино, в частности, для шпионских триллеров в стиле Джеймса Бонда и спагетти-вестернов. Когда они начали терять свою популярность, писатель обратился к эксплуатационному кино, став автором сценария для многочисленных фильмов-джалло. Наиболее известная работа Клеричи — «Ад каннибалов» режиссёра Руджеро Деодато, во многом благодаря ажиотажу, который вызвал фильм в мире. Невероятная реалистичность и жестокость фильма привели к тому, что сценарист и часть съёмочной группы получили четырёхмесячный тюремный срок.
С середины 1990-х годов стал чаще работать на телевидении, вплоть до окончания кинематографической карьеры в 2006 году.

### Другие работы
В 1970-х годах снялся в нескольких малоизвестных фильмах в качестве актёра под псевдонимом Марк Дэвис. Также единственный раз за всю карьеру выступил в качестве ассоциированного продюсера в триллере «Призрак смерти».

## Избранная фильмография
- 1972 — Муки невинных / Non si sevizia un paperino
- 1973 — Двое в городе / Deux Hommes Dans La Ville (адаптация)
- 1973 — Синдбад и калиф Багдада / Simbad e il califfo di Bagdad (под псевдонимом Марк Дэвис)
- 1974 — Пять женщин для убийцы / 5 donne per l'assassino
- 1976 — Благородный венецианец по прозвищу «Полосатая задница» / Culastrisce nobile veneziano
- 1979 — Ад каннибалов / Cannibal Holocaust (рассказ)
- 1980 — Дом на краю парка / La casa sperduta nel parco
- 1982 — Нью-йоркский потрошитель / Lo squartatore di New York (рассказ)
- 1984 — Акула-монстр / Shark: Rosso nell'oceano
- 1988 — Призрак смерти / Un delitto poco comune (также ассоциированный продюсер)